# Élections législatives de 1962 en Vaucluse
Les élections législatives françaises de 1962 se déroulent les 18 et 25 novembre 1962. Dans le département de Vaucluse, trois députés sont à élire dans le cadre de trois circonscriptions.

## Élus
| Circonscription | Député sortant  | Parti | Parti | Député élu ou réélu | Parti | Parti   |
| --------------- | --------------- | ----- | ----- | ------------------- | ----- | ------- |
| 1re             | Henri Mazo      |       | UNR   | Henri Duffaut       |       | SFIO    |
| 2e              | Georges Santoni |       | UNR   | Pierre Augier       |       | SFIO    |
| 3e              | Jacques Bérard  |       | UNR   | Jacques Bérard      |       | UNR-UDT |

## Résultats

### Résultats à l'échelle du département
| Parti          | Parti                                          | Premier tour | Premier tour | Second tour | Second tour | Sièges |
| Parti          | Parti                                          | Voix         | %            | Voix        | %           | Sièges |
| -------------- | ---------------------------------------------- | ------------ | ------------ | ----------- | ----------- | ------ |
|                | Union pour la nouvelle République (UDT)        | 33 441       | 27,79        | 56 010      | 44,76       | 1      |
|                | Majorité présidentielle                        | 33 441       | 27,79        | 56 010      | 44,76       | 1      |
|                |                                                |              |              |             |             |        |
|                | Mouvement républicain populaire                | 7 455        | 6,19         | Retrait     | Retrait     | 0      |
|                | Centre national des indépendants et paysans    | 5 370        | 4,46         | Retrait     | Retrait     | 0      |
|                | Centre démocratique                            | 12 825       | 10,66        |             |             | 0      |
|                |                                                |              |              |             |             |        |
|                | Parti communiste français                      | 30 706       | 25,51        | 19 136      | 15,29       | 0      |
|                | Section française de l'Internationale ouvrière | 26 151       | 21,73        | 49 991      | 39,95       | 2      |
|                | Parti radical                                  | 15 712       | 13,06        | Retrait     | Retrait     | 0      |
|                | Union et fraternité française                  | 1 510        | 1,25         |             |             | 0      |
|                |                                                |              |              |             |             |        |
| Inscrits       | Inscrits                                       | 178 582      | 100,00       | 178 594     | 100,00      | 3      |
| Abstentions    | Abstentions                                    | 53 479       | 29,95        | 46 190      | 25,86       |        |
| Votants        | Votants                                        | 125 103      | 70,05        | 132 404     | 74,14       |        |
| Blancs et nuls | Blancs et nuls                                 | 4 758        | 3,8          | 7 267       | 5,49        |        |
| Exprimés       | Exprimés                                       | 120 345      | 96,2         | 125 137     | 94,51       |        |

### Résultats par circonscription

#### Première circonscription (Avignon)
| Candidat       | Candidat           | Parti          | Premier tour | Premier tour | Second tour | Second tour |  |
| Candidat       | Candidat           | Parti          | Voix         | %            | Voix        | %           |  |
| -------------- | ------------------ | -------------- | ------------ | ------------ | ----------- | ----------- |  |
|                | Henri Duffaut élu  | SFIO           | 11 643       | 26,14        | 27 726      | 61,75       |  |
|                | Paul Puaux         | PCF            | 11 150       | 25,03        | Retrait     | Retrait     |  |
|                | Henri Mazo sortant | UNR-UDT        | 8 658        | 19,44        | 17 175      | 38,25       |  |
|                | Élie Tramier       | Radsoc         | 4 894        | 10,99        | Retrait     | Retrait     |  |
|                | Félix Monier       | MRP            | 4 778        | 10,73        | Retrait     | Retrait     |  |
|                | Maurice Marquis    | CNIP           | 3 416        | 7,67         | Retrait     | Retrait     |  |
|                |                    |                |              |              |             |             |  |
| Inscrits       | Inscrits           | Inscrits       | 66 487       | 100,00       | 66 483      | 100,00      |  |
| Abstentions    | Abstentions        | Abstentions    | 20 399       | 30,68        | 18 658      | 28,06       |  |
| Votants        | Votants            | Votants        | 46 088       | 69,32        | 47 825      | 71,94       |  |
| Blancs et nuls | Blancs et nuls     | Blancs et nuls | 1 549        | 3,36         | 2 924       | 6,11        |  |
| Exprimés       | Exprimés           | Exprimés       | 44 539       | 96,64        | 44 901      | 93,89       |  |

#### Deuxième circonscription (Carpentras)
| Candidat       | Candidat                | Parti          | Premier tour | Premier tour | Second tour | Second tour |  |
| Candidat       | Candidat                | Parti          | Voix         | %            | Voix        | %           |  |
| -------------- | ----------------------- | -------------- | ------------ | ------------ | ----------- | ----------- |  |
|                | Georges Santoni sortant | UNR-UDT        | 13 147       | 34,57        | 18 519      | 45,41       |  |
|                | Pierre Augier élu       | SFIO           | 10 854       | 28,54        | 22 265      | 54,59       |  |
|                | Claude Granoux          | PCF            | 8 342        | 21,94        | Retrait     | Retrait     |  |
|                | Marcel Perrin           | Radsoc         | 3 009        | 7,91         | Retrait     | Retrait     |  |
|                | André Moulin            | MRP            | 2 677        | 7,04         | Retrait     | Retrait     |  |
|                |                         |                |              |              |             |             |  |
| Inscrits       | Inscrits                | Inscrits       | 56 538       | 100,00       | 56 562      | 100,00      |  |
| Abstentions    | Abstentions             | Abstentions    | 16 799       | 29,71        | 13 953      | 24,67       |  |
| Votants        | Votants                 | Votants        | 39 739       | 70,29        | 42 609      | 75,33       |  |
| Blancs et nuls | Blancs et nuls          | Blancs et nuls | 1 710        | 4,3          | 1 825       | 4,28        |  |
| Exprimés       | Exprimés                | Exprimés       | 38 029       | 95,7         | 40 784      | 95,72       |  |

#### Troisième circonscription (Orange)
| Candidat       | Candidat                     | Parti          | Premier tour | Premier tour | Second tour | Second tour |  |
| Candidat       | Candidat                     | Parti          | Voix         | %            | Voix        | %           |  |
| -------------- | ---------------------------- | -------------- | ------------ | ------------ | ----------- | ----------- |  |
|                | Jacques Bérard sortant réélu | UNR-UDT        | 11 636       | 30,8         | 20 316      | 51,5        |  |
|                | Fernand Marin                | PCF            | 11 214       | 29,68        | 19 136      | 48,5        |  |
|                | André Bruey                  | Radsoc         | 7 809        | 20,67        | Retrait     | Retrait     |  |
|                | Aimé Pètre                   | SFIO           | 3 654        | 9,67         | Retrait     | Retrait     |  |
|                | Jacques Teissier             | CNIP           | 1 954        | 5,17         | Retrait     | Retrait     |  |
|                | Julien Amié                  | UFF            | 1 510        | 4            |             |             |  |
|                |                              |                |              |              |             |             |  |
| Inscrits       | Inscrits                     | Inscrits       | 55 557       | 100,00       | 55 549      | 100,00      |  |
| Abstentions    | Abstentions                  | Abstentions    | 16 281       | 29,31        | 13 579      | 24,45       |  |
| Votants        | Votants                      | Votants        | 39 276       | 70,69        | 41 970      | 75,55       |  |
| Blancs et nuls | Blancs et nuls               | Blancs et nuls | 1 499        | 3,82         | 2 518       | 6           |  |
| Exprimés       | Exprimés                     | Exprimés       | 37 777       | 96,18        | 39 452      | 94          |  |